# 安德斯·林帕尔
安德斯·林帕尔（瑞典語：Anders Limpar，1965年9月24日—），瑞典男子足球运动员，场上位置是中场。他曾代表瑞典国家队参加1990年和1994年国际足联世界杯，其中1994年世界杯获得季军。